# Kösener Kreise
Kösener Kreise sind inoffizielle Zusammenschlüsse wesensverwandter Corps im Kösener Senioren-Convents-Verband. Manche sind fest gefügt, andere dienen allenfalls zur Etikettierung einzelner Corps. Alte Herren in Corps verschiedener Kreise sind nicht selten und Inaktive können ohne weiteres im Corps eines anderen Kreises aktiv werden, solange kein Verhältniscorps im selben Senioren-Convent ist. Hingegen ist der Wechsel eines Corps in einen anderen Kreis de facto unmöglich.

## Geschichte
Kartellkreise entstanden schon vor der Verbandsgründung im Jahre 1848. Das älteste Corpskartell soll zwischen Marchia Halle (II) und Franconia Jena bestanden haben.

„Aber einen Anklang an das leidige politische Parteiwesen haben wir – in unbewußter Anlehnung an die Entwicklung des Parteitreibens im deutschen Reichstag – doch gehabt. Der den Deutschen nun einmal innewohnende Hang zur itio in partes, wie Bismarck sagte, führte etwa seit dem Ende der 1860er Jahre zu der Bildung der sogenannten Kreise, eine Entwicklung, die in den 1870er Jahren ihren Höhepunkt erreichte und überschritt.“

Der oKC 1920 schloss sich folgender Erklärung der Bremensia an:

„Ohne die Beziehungen zu den uns durch persönliche und erprobte Freundschaft verbundenen und nahestehenden Corps dadurch zu berühren, erklären wir, daß wir in der Art des jetzigen Bestehens und der jetzigen Handhabung, ganz besonders aber in einem weiteren Ausbau der nach unserer Ansicht verhängnisvollen Kreispolitik eine schwere Gefahr für das deutsche Corpsstudententum sehen.“

Im Hintergrund dieses einstimmigen, aber halbherzigen Beschlusses stand die Ablehnung von Dominanzstreben. Im schwarzen Kreis war nach der Jahrhundertwende und nach dem Ersten Weltkrieg die Kreispolitik forciert worden. Suevia München wollte im schwarzen, Suevia Tübingen im grünen Kreis den Ton angeben. Dagegen wehrten sich vor allem Bremensia und Vandalia Heidelberg.
Die Bedeutung der (überlebten) Kreispolitik zeigt sich am Beispiel der Saxonia Leipzig.

## Lebenscorps
- Onoldia (1798)[A 1]
- Bavaria München (1806)[A 2]

## Blauer Kreis
Vorläufer des blauen Kreises war das Goldene Kartell der Corps Lusatia Leipzig (1807), Hannovera (1809) und Teutonia Marburg (1825), das nach dem gemeinsamen Gold im Band benannt war. Keimzelle des späteren blauen Kreises war das 1858 geschlossene Kartell zwischen Rhenania Freiburg (1812) und Teutonia Marburg (gemeinsam Blau im Band). Mit der Industrialisierung entstand daraus das „Kohlekartell“ zwischen Rhenania Freiburg, Teutonia Marburg und Rhenania Tübingen (1827). Die drei Kartellcorps gründeten 1908 an der neuen Westfälischen Wilhelms-Universität das Corps Rheno-Guestphalia und verpflichteten sich zu dessen langfristiger Unterstützung. Das noch heute bestehende Kartell der vier Corps, das viele Industrielle hervorbrachte, wird Eisernes Kartell genannt. Rainer Assmann initiierte 1973 den ersten organisatorischen Zusammenschluss sämtlicher blauen Corps. Unter Zurückstellung aller Differenzen in der Fechtfrage arbeiteten ihre AH-Nachwuchsbeauftragten eng zusammen. Die Arbeitsgemeinschaft wurde 1977 mit Einführung der VAC/WVAC-Studienstarthilfesystem beendet.

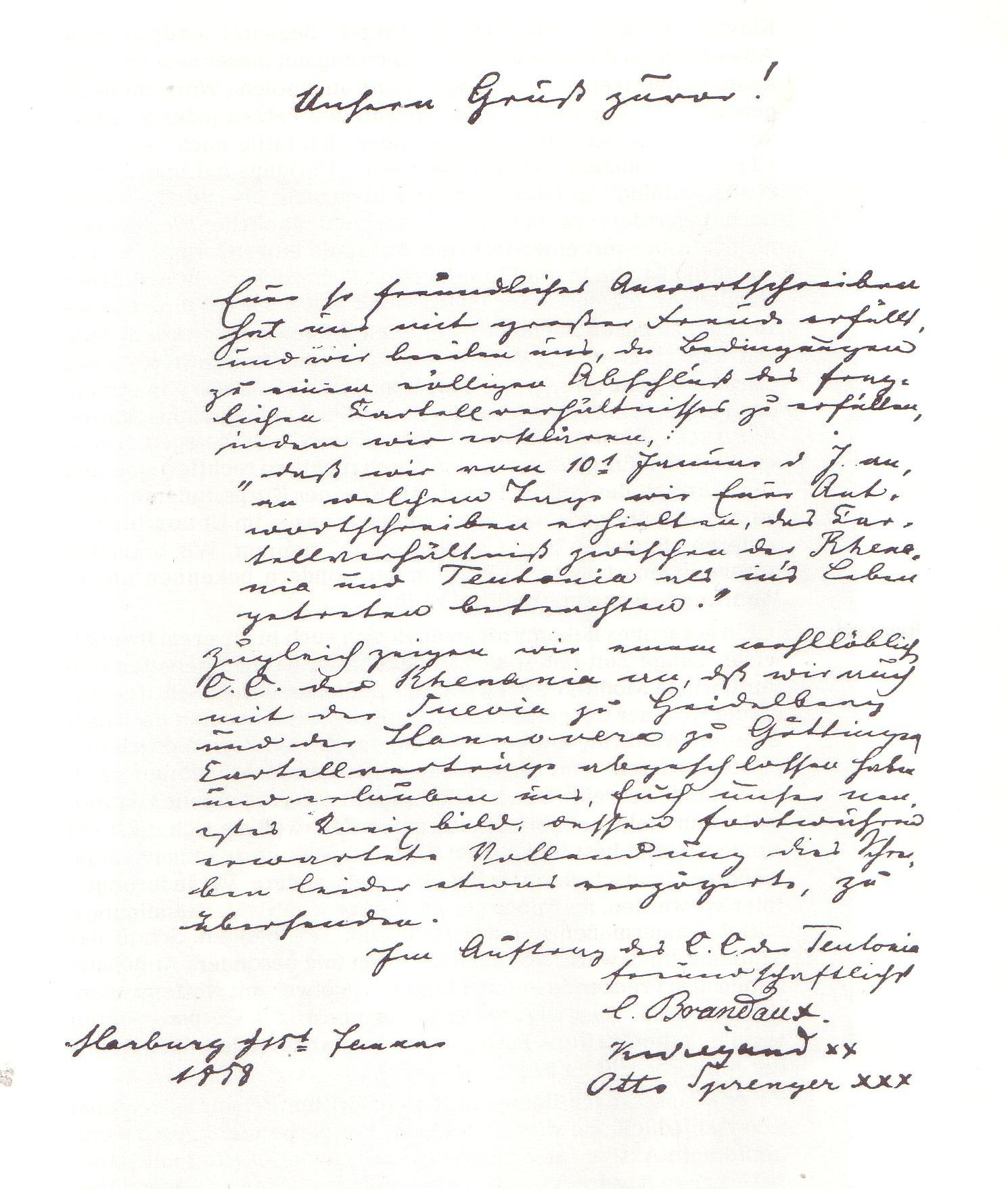
„Unsern Gruß zuvor!“
Kartellvertrag von Rhenania Freiburg und Teutonia Marburg (1858)

- Lusatia (1807)
- Hannovera (1809)
- Suevia Heidelberg (1810)
- Marchia Berlin (1810)
- Rhenania Freiburg (1812)
- Moenania (1814)
- Guestphalia Bonn (1820)
- Isaria (1821)
- Teutonia Marburg (1825)
- Rhenania Tübingen (1827)
- Masovia (1830)
- Guestfalia Greifswald (1837)
- Palaiomarchia (1844)
- Rhaetia (1859)
- Austria (1861)
- Rheno-Guestphalia, Münster (1908)
- Palaiomarchia-Masovia (1950)
- Palatia-Guestphalia (1952)

Erloschene Corps
Guestphalia Jena (1841)
Franconia Hamburg (1861)
Suevia Prag (1868)

## Gelber Kreis
Rüdiger Kutz befasste sich über fünf Jahre mit dem gelben Kreis. Er hält die Quellenlage für so dürftig, subjektiv und fehlerhaft, dass „seine Voraussetzungen aufgrund fehlender oder inzwischen abhandengekommener Unterlagen kaum objektiv rekonstruierbar erscheinen. Hinzu kommen noch seine planlose Entwicklung, seine verwirrende Zusammensetzung und endlich sein schneller Zerfall. … Es handelt sich um Corps geringer Anciennität, die bald nach ihrer Aufnahme in den KSCV bemüht waren, eine sichere Position und vor allem personelle Unterstützung durch eine Kreiszugehörigkeit zu schaffen.“
- Hercynia Göttingen (1872)
- Borussia Berlin (1873)[A 3]
- Palaio-Alsatia (1880)
- Guestphalia Marburg (1880)[A 3]

Erloschene Corps
Teutonia Bonn (1875)
Teutonia Halle (1878)

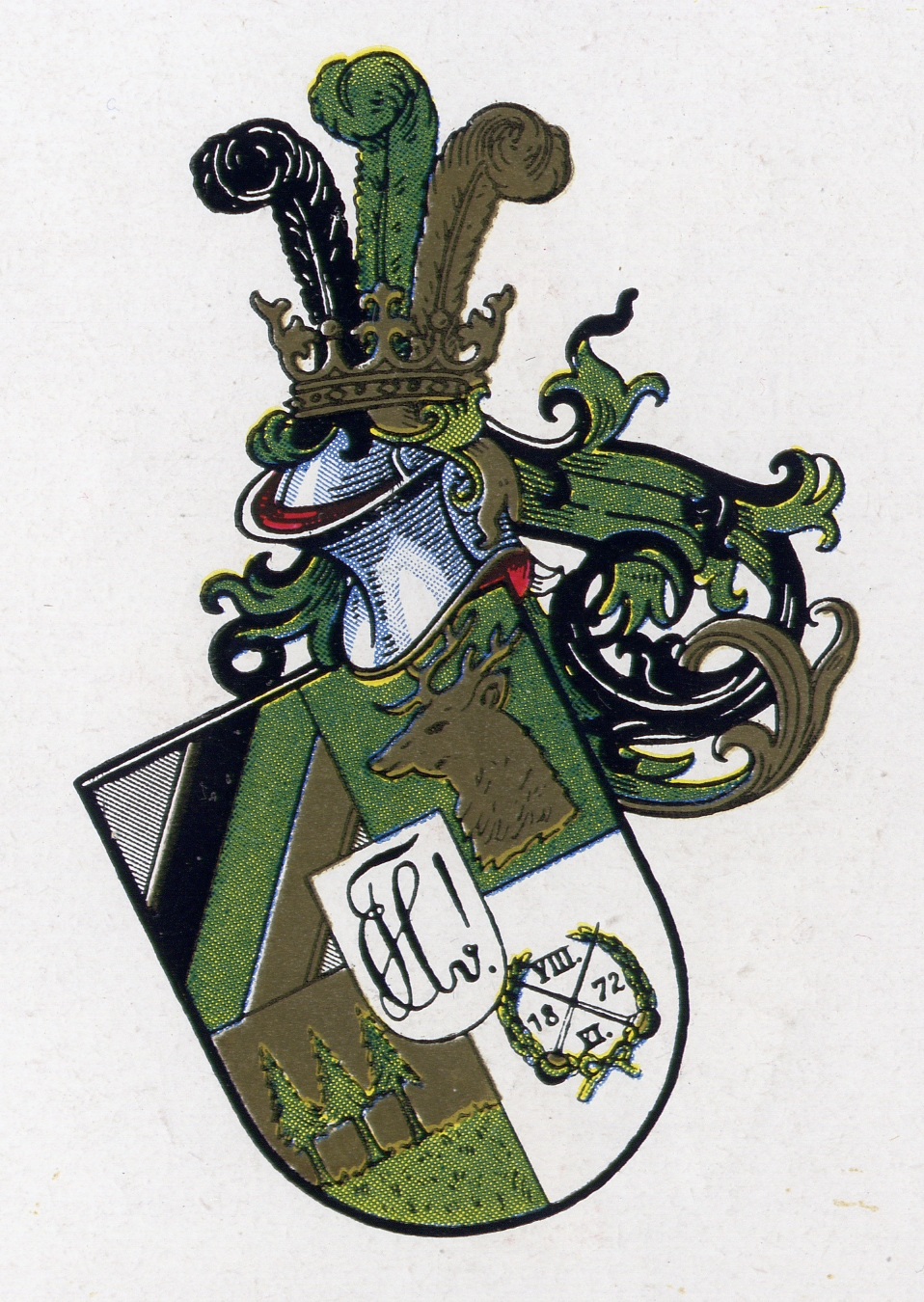
Hercynia Göttingen
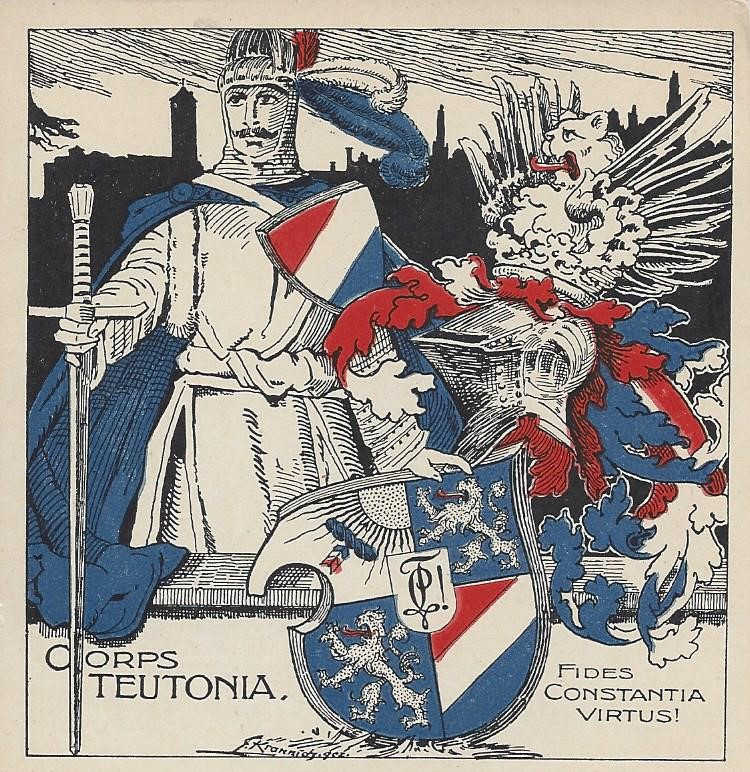
Teutonia Halle

## Goldener Kreis
Eine Sonderform des Kreis ist der Goldene Kreis, der aus dem Corps Vandalia Heidelberg besteht. Während die Heidelberger Vandalen ursprünglich ihnen artverwandte Corps um sich sammeln wollten, blieb ihr Vorhaben fruchtlos, der Goldene Kreis wuchs trotz eines Kartells mit dem Corps Bremensia Göttingen nicht. Nach der Corpsgeschichte der Palatia Bonn, mit Vandalia Heidelberg und Bremensia bis 1864 im Kartell, sollen als goldene Corps diese drei aufgefasst worden sein sowie die Estonia an der Universität Dorpat im Baltikum.

## Grüner Kreis
Als Keimzelle gilt das Kartell von Franconia Jena, Guestphalia Heidelberg und Misnia (III), nach anderer Ansicht das Freundschaftsverhältnis von Misnia und Bremensia.
Eine weitere Herleitung bezieht sich auf die Mützenfarbe der im Kartell seinerzeit eng verbundenen Franconia Jena, Franconia München und Bremensia. Auf dem Kreistag in Jena am 2. August 1919 wurde Franconia Jena zur „Zentralstelle“ des Kreises bestimmt. Sie sollte die anderen Corpsburschen-Convente halbjährlich zu einer Tagung einladen; im Sommer sollte sie im Anschluss an den oKC stattfinden. Festgestellt wurde, dass die österreichischen Corps den norddeutschen Corps wesensfremd seien. Von den ursprünglichen grünen Corps haben den Kösener SC verlassen die Corps Suevia Tübingen, Rhenania Straßburg und Bremensia, ebenso die Vandalo-Guestphalia, deren eines Patronatscorps Guestphalia ebenfalls zu den urgrünen Corps zählte. Die grünen Corps versuchen Moltkes (römischer) Devise zu folgen: „Mehr sein als scheinen“. Zum 22. Male trafen sie sich im März 2013 in Königstein im Taunus.

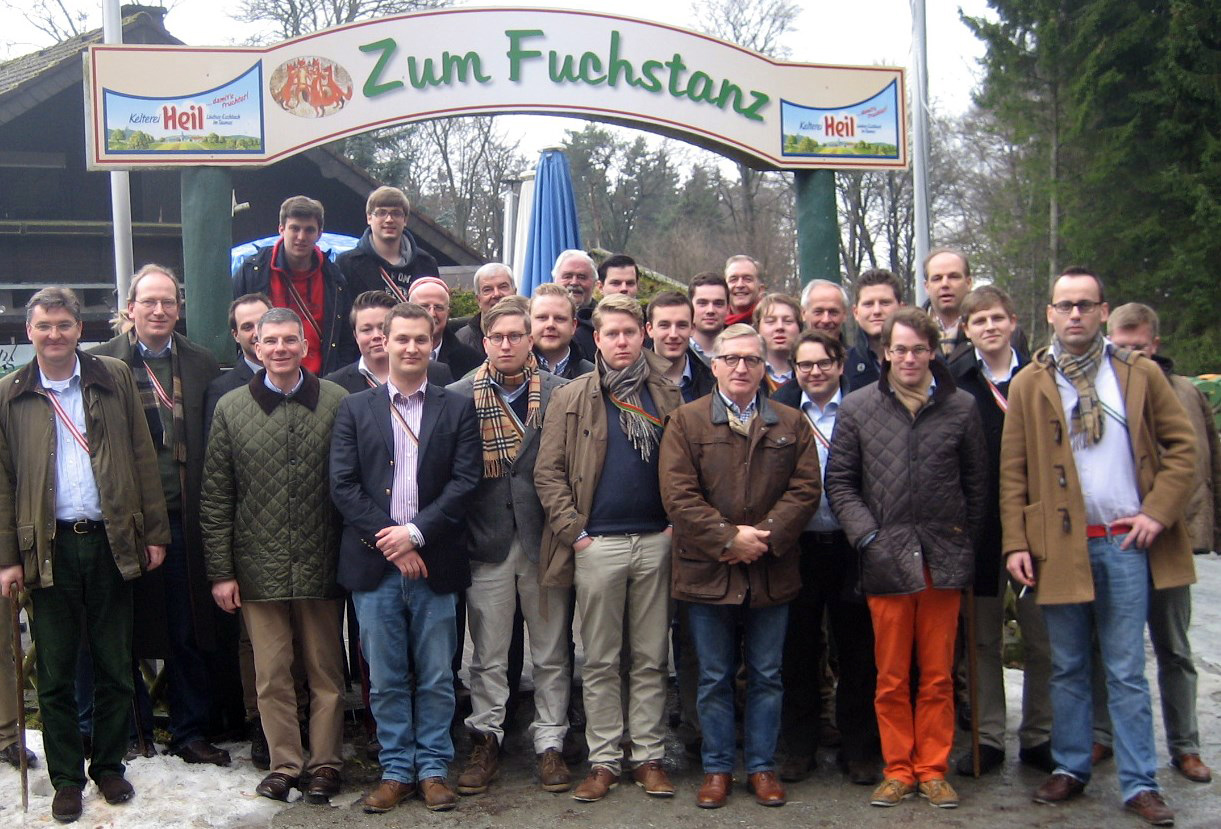
Grüner Kreis in Königstein (2013)

- Guestphalia Halle (1789)
- Pomerania (1810)
- Holsatia (1813)
- Borussia Breslau (1819)
- Franconia Jena (1821)
- Franconia München (1836)
- Teutonia Gießen (1839)
- Rhenania Würzburg (1842)
- Guestphalia Berlin (1845)
- Hansea Bonn (1849)
- Hasso-Borussia (1876)
- Albertina (1950)

Erloschene Corps
Guestphalia Heidelberg (1818)
Misnia III (1837)
Baltia Königsberg (1851)

## Magdeburger Kreis
Zum Magdeburger Kreis gehören die Corps
- Budissa
- Guestphalia Erlangen
- Makaria-Guestphalia
- Neoborussia-Berlin
- Normannia-Halle
- Teutonia-Hercynia (Göttingen)
- Ratisbonia
- Transrhenania
- Vandalia-Teutonia

## Roter Kreis
Schon vor 1914 empfanden viele Corps den corpspolitischen Druck des schwarzen, grünen, blauen und weißen Kreises als lästig und drückend. Aufgrund von Initiativen verschiedener Alter Herren und unter Führung von Saxonia Jena und Saxonia Bonn vereinigten sich die Corps Saxonia Jena, Saxonia Bonn, Borussia Tübingen und Marcomannia Breslau gemäß dem alten Spottvers Der Rote Kreis ist noch im Wachsen, / einstweilen sind’s die Bonner und die Jenscher Sachsen zum roten Kreis. Am 3. Juli 1919 erfolgte der gemeinsame Abschluss eines fünften Verhältnisses, eines offiziellen Vorstellungsverhältnisses mit der Hildeso-Guestphalia zu Göttingen, nachdem diese das langjährige Kartellverhältnis mit Hasso-Nassovia zu Marburg gelöst hatte. Der rote Kreis trifft sich alljährlich im November. Mit Ausnahme der lange suspendiert gewesenen Vandalia Rostock stehen alle Corps im Kartell. Saxonia Jena und Vandalia Rostock schlossen beim oKC 2013 auf der Rudelsburg ein Kartell.

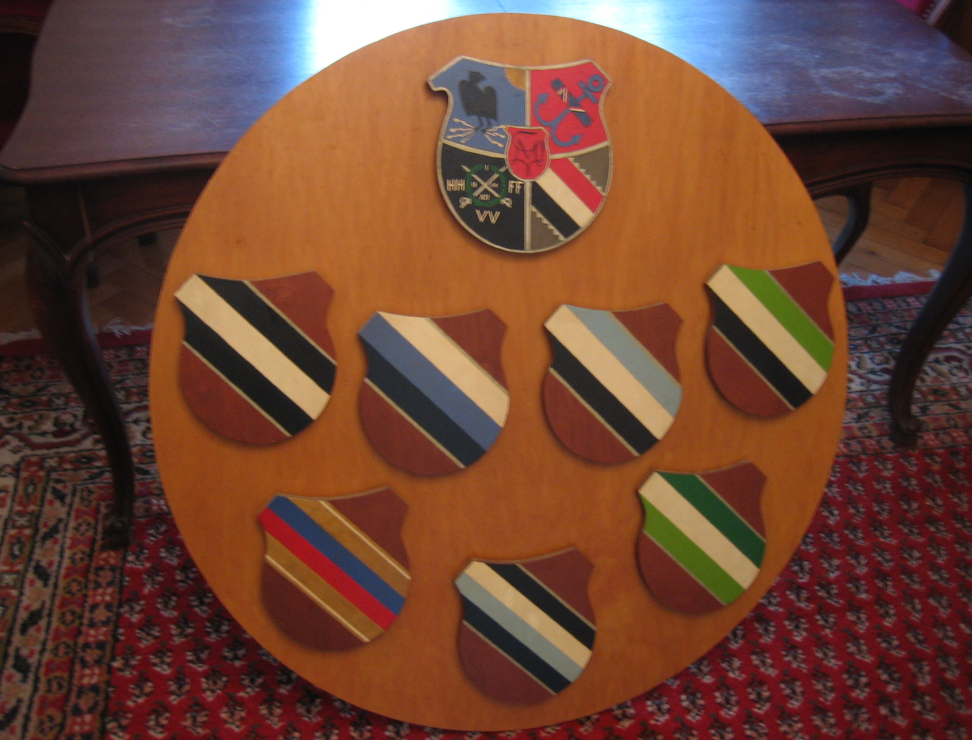
Farben des Roten Kreises (1977)

- Saxonia Jena (1805)
- Vandalia Rostock (1824)
- Saxonia Bonn (1832)
- Hildeso-Guestphalia (1854)
- Borussia Tübingen (1870)

Erloschene Corps
Marcomannia Breslau (1864)

## Schwarzer Kreis
Das älteste Kartell schlossen 1820 Baruthia und Bavaria Würzburg. Thuringia Jena, Brunsviga Göttingen, Borussia Greifswald, Saxonia Leipzig und Silesia Breslau taten sich Ende der 1860er Jahre zusammen. Als Kern des schwarzen Kreises gilt heute das Eisenacher Kartell mit Suevia München, Brunsviga Göttingen, Hassia-Gießen und Thuringia Jena. Bürgerlichkeit und Sparsamkeit kennzeichnen die schwarzen Corps. Besondere Bedeutung hat für sie die Mensur.

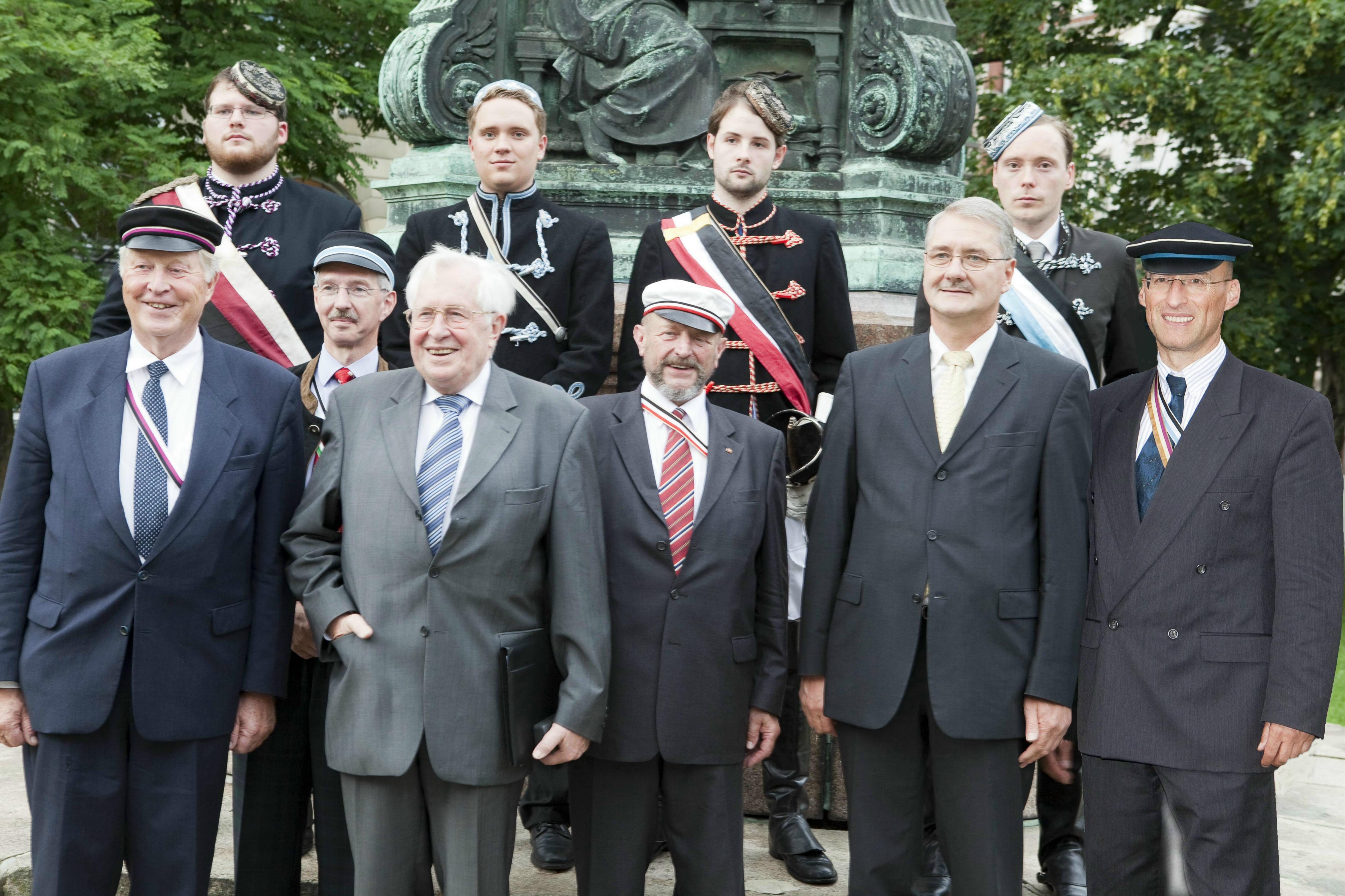
100 Jahre Eisenacher Kartell (2009)

- Baruthia (1803)
- Suevia München (1803)
- Brunsviga Göttingen (1813)
- Bavaria Würzburg (1815)
- Hassia-Gießen (1815)
- Rhenania Bonn (1820)
- Thuringia Jena (1820)
- Saxonia Kiel (1838)
- Borussia Greifswald (1841)
- Normannia Berlin (1842)
- Thuringia Leipzig (1847)
- Montania Leoben (1862)
- Alemannia Wien zu Linz (1862)
- Gothia (1870)
- Suevia Straßburg (1878)
- Vandalia Graz (1894)
- Saxonia Konstanz (1949)

Erloschene Corps
Hansea Königsberg (1877–1936)
Saxonia (KWA) (1907–1935)

## Weißer Kreis
- Saxo-Borussia Heidelberg (1820)
- Borussia Bonn (1821)
- Saxonia Göttingen (1844)

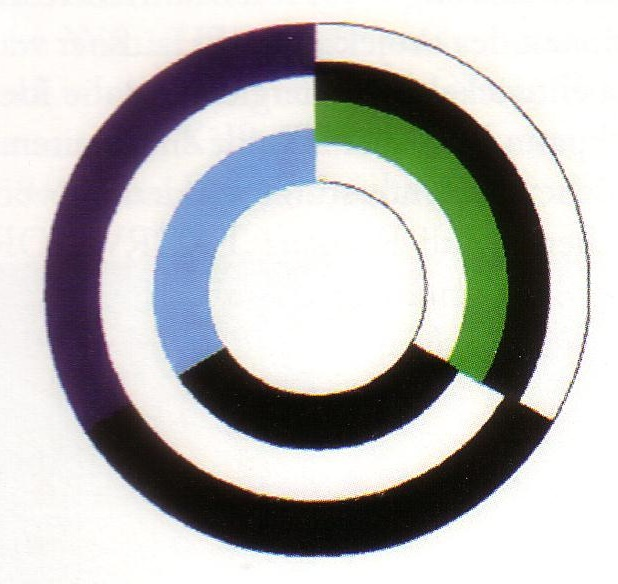
WK-Logo

Saxo-Borussia und Borussia Bonn stehen seit 1828 im Kartell. Im Sommersemester 1858 vereinbarten die Senioren, dass „künftig ein festes Band zwischen den dreien, ihrem ganzen Wesen am besten zusammen passenden Corps bestehen müsse“. Wilhelm Fabricius bestritt 1907 die frühe Bezeichnung des Kartells als weißer Kreis:

„Seit 1870 sprach man vom schwarzen, blauen und grünen Kreis. Einen ‚weißen‘ gab es 1878 noch nicht und hat es [1906] auch im eigentlichen Kreissinn nie gegeben.“

Sogar der Zeitzeuge Joseph Maria von Radowitz, ein Bonner Preuße, schreibt in seinen Erinnerungen nichts von einem „weißen Kreis“.
Die Mitglieder entstammen großenteils historischem deutschen Adel und verschwägerten Familien. Ein gutes Viertel der Mitglieder kommt aus Familien, die nicht zum historischen deutschen Adel gezählt werden. In Preußen hatten die alten ostelbischen Familien besondere Bedeutung. Von den bis heute etwa 4400 Angehörigen der weißen Corps sind 150 Mehrbänderleute. Nur Ernst von Gustedt und der kurländische Baron Nikolaus von Manteuffel trugen die Bänder aller drei Corps.

### Rezeption
Die herausgehobene gesellschaftliche Stellung der weißen Corps bewirkte besonders in der späten Kaiserzeit und in der Weimarer Republik großes Interesse der Zeitungen und Literaten. Als Mark Twain im Sommer 1878 mehrere Monate in Heidelberg verbrachte, schenkte er den dortigen Corps große Aufmerksamkeit. Eine Weile verkehrte er bei einer Verbindung, die er white cap corps oder Prussian corps nannte. Das verweist eindeutig auf die Sachsen-Preußen mit ihren weißen Stürmern. Oskar Meding, Mitglied des Corps Saxo-Borussia Heidelberg, veröffentlichte unter dem Pseudonym „Gregor Samarow“ im Jahre 1885 den dreibändigen Roman Die Saxoborussen. Unter dem Pseudonym „Samar Gregorow“ schrieb Wilhelm Meyer-Förster noch im selben Jahr die Persiflage des Romans mit dem Titel Die Saxo-Saxonen. Eduard Thöny und Bruno Paul machten das „Kaisercorps“ im Simplicissimus immer wieder zum Gegenstand von Karikaturen.
Nach der Novemberrevolution von vielen Seiten als „Relikte der alten Zeit“ betrachtet, rückten die Corps des weißen Kreises noch enger zusammen. Bis 1928 traten elf Hohenzollernprinzen der Borussia Bonn bei. Trotz des gesunkenen Einflusses auf die deutsche Politik erlangten auch in der Zeit der Weimarer Republik weiterhin Mitglieder der Corps des weißen Kreises Ministerposten in der Reichsregierung, so Magnus Frhr. v. Braun und Wilhelm Frhr. v. Gayl.
Einige Mitglieder der Corps des weißen Kreises ließen sich vom Nationalsozialismus begeistern, so auch der Bonner Preuße Prinz August Wilhelm (1934 aus dem Corps ausgetreten), ein Sohn von Kaiser Wilhelm II. Hingegen trat Friedrich von Prittwitz und Gaffron als einziger der deutschen Botschafter 1933 aus Protest gegen Hitlers „Machtergreifung“ von seinem Posten in Washington, D.C. zurück.
Die Sachsen-Preußen sorgten im Mai 1935 mit dem Heidelberger Spargelessen für einen Eklat, der die Auflösung der Verbindungen beschleunigte. In Zeitungsartikeln und Karikaturen wurden Verbindungsstudenten und besonders die Corpsstudenten als reaktionär, dumm, bourgeois oder feudal geschmäht. In einem „Aufruf und Befehl“ stellte der Reichsjugendführer Baldur von Schirach fest:

„Verlogene Altheidelberg-Romantik und arbeiterfeindliches Feudalwesen sind die Ideale dieser sogenannten Korporationen. Sie stehen außerhalb der Volksgemeinschaft und sind Feinde der sozialistischen Nation.“

Einige „weiße“ Corpsstudenten waren an der Gründung des Kreisauer Kreises beteiligt, vor allem Peter Graf Yorck von Wartenburg und Adam von Trott zu Solz. Mit Rudolf von Scheliha wurde 1942 der erste von dreizehn Corpsstudenten hingerichtet. Zu den hingerichteten Verschwörern des Attentats vom 20. Juli 1944 gehören Fritz-Dietlof Graf von der Schulenburg und Albrecht von Hagen.
In Bonn, Göttingen, Heidelberg oder Berlin werden seit 62 Jahren die Politischen Seminare des Weißen Kreises ausgerichtet. Namhafte Referenten behandeln Fragen aus Politik, Wirtschaft, Kultur und Wissenschaft, zum Beispiel die Bundesminister Hans Matthöfer, Hans Friderichs und Thomas de Maizière. Am 18. Februar 1972 wurde ein Verein zur Förderung des Weißen Kreises in das Bonner Vereinsregister eingetragen. Der WK-Ball findet wieder in Berlin statt. Im Juni 2008 begingen die drei Corps das 150-jährige Kartellfest in Bonn. Zurzeit hat der weiße Kreis etwa 900 Mitglieder.

### Staatsoberhäupter im weißen Kreis
- Johann Albrecht zu Mecklenburg (1857–1920), Borussia Bonn
- Friedrich II. (Baden, Großherzog) (1857–1928), Saxo-Borussia, Borussia Bonn, Suevia Heidelberg
- Wilhelm II. (Deutsches Reich) (1859–1941), Borussia Bonn
- Konstantin I. (Griechenland) (1868–1923), Saxo-Borussia
- Friedrich Franz IV. (Mecklenburg) (1882–1945), Borussia Bonn, Visigothia
- Carl Eduard (Sachsen-Coburg und Gotha) (1884–1954), Borussia Bonn

## Kreisfreie Corps
- Saxonia Leipzig (1812)[A 9]
- Palatia München (1813)
- Suevia Freiburg (1815)[A 9]
- Franconia Tübingen (1821)[A 9]
- Silesia (1821)[A 9]
- Starkenburgia (1826)
- Nassovia Würzburg (1836)[A 9]
- Borussia Halle (1836)[A 9]
- Hasso-Nassovia (1839)[A 9]
- Guestphalia et Suevoborussia (1840)
- Hubertia München (1844)
- Arminia München (1845)
- Rhenania Heidelberg (1849)[A 9]
- Saxonia Wien (1850)
- Rheno-Palatia (1857)
- Silvania (1859)
- Frankonia-Prag (1861)
- Teutonia Graz (1863)
- Marchia-Brünn (1865)
- Hubertia Freiburg (1868)
- Posonia Wien susp. (1869)
- Borussia Berlin (1873)
- Rhenania-Brunsviga (1873)
- Hellas Wien (1880)
- Erz (1881)
- Visigothia Rostock (1882)
- Symposion Wien (1886)[A 10]
- Frankonia-Brünn Salzburg (1900)
- Hansea Köln (1901)
- Flaminea Löwen (1989)
- Tigurinia (II) (2007)
- Nassovia Budapest (2014)[A 11]

Erloschene Corps
Teutonia Bonn (1844)
Hercynia München (1847)
Guestphalia Leipzig (1847)
Borussia-Polonia zu Frankfurt (Oder) (1995)

## Süddeutsches Kartell
Das Süddeutsche Kartell besteht seit 1924 und umfasst drei österreichische und drei deutsche Corps.
- Corps Athesia Innsbruck
- Corps Bavaria Erlangen
- Corps Franconia Würzburg
- Corps Joannea
- Corps Makaria München
- Corps Schacht Leoben

Angegliedert ist das Corps Borussia Berlin.

## Baltencorps
- Concordia Rigensis (1869)[EN 19]
- Curonia Goettingensis (1959)[EN 19]

## Sonstige

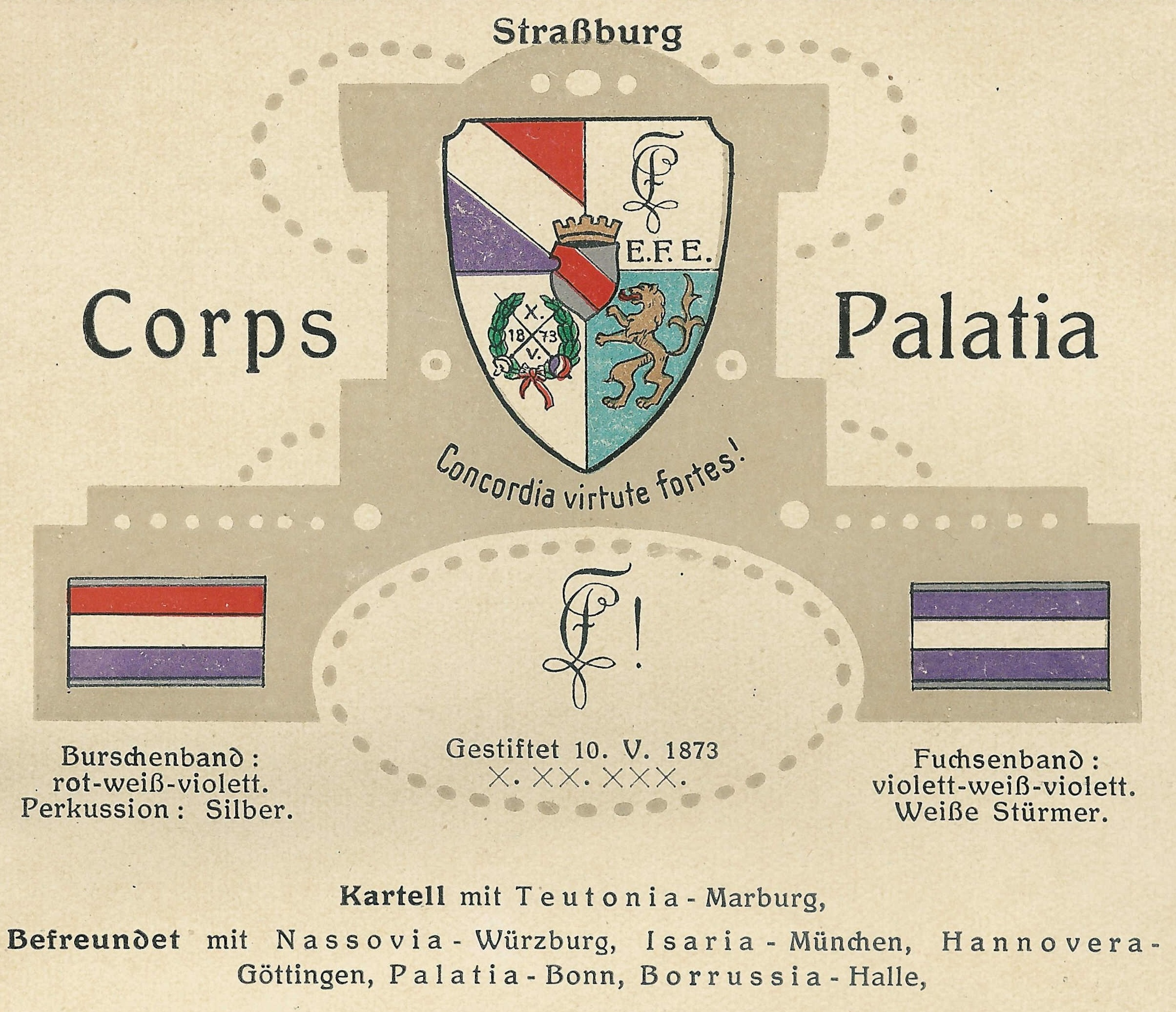
Verhältnisse von Palatia Straßburg (1912)

Als „violetter Kreis“ wurden Palatia Bonn und Palatia Straßburg bezeichnet.
Vandalia Heidelberg zählte sich zum „goldenen Kreis“ – der nur aus ihr bestand.
Grüne Corps, die dennoch ordentlich fechten, z. B. Franconia Jena, werden zum Teil als „stahlgrün“ bezeichnet. 
Suevia Freiburg wird inoffiziell aufgrund seiner Freundschaften aus dem schwarzen Kreis als „mausgrau“ bezeichnet.
Dem KSCV assoziiert ist die Selonia in Riga.

## Kreislied
Von jeher werden die Kösener Kreise in Versen karikiert. Als Beitrag zu einem Fest seines AHSC wurde das (treffende) Gedicht 1890 geschrieben von Amtsrichter Prof. Dr. Friedrich Wilhelm Bredt († 1917), einem Angehörigen des Corps Hansea Bonn. Von Mund zu Mund weitergegeben und vielfach abgeändert und ergänzt, waren die Verse vor dem Ersten Weltkrieg jedem Corpsstudenten bekannt. Die mutmaßliche Originalfassung lautet:
Im Kös'ner gibt´s der Kreise vier,

Von ihnen merke dieses dir:

Im ersten Kreise sind die Raben,

Die schwarzen Brüder, böse Knaben.

Sie ramschen gern und ohne Grund,

Doch in Gesellschaft spricht ihr Mund

Was nötig nur, sonst keinen Ton,

Das nennen sie dann „Diskretion“.

Im grünen Kreise sind die Protzen,

Die gern beim Pommery & Greno motzen,

Sie sind voll Dünkel, stets patent,

Der eine kaum den andern kennt.

Der dritte Kreis, an Farbe blau,

Nicht kalt, nicht warm, ist eben lau.

Weil es in ihm oft blitzt und kracht,

Er andern große Freude macht.

Im vierten Kreise sind, mein Sohn,

Die Edelsten der Nation,

Und dieser hohe vierte Kreis,

Ist wie die Unschuld blendend weiß.

Abseits, nicht weit von grün und weiß,

Ein Corps für sich als goldner Kreis.

Das doppelt strahlende Gold um die Brust

Steigert eo ipso die Lebenslust.

Ein neuer Kreis, noch nicht modern,

Der wäre dies nur gar zu gern.

Drum wurde er aus blassem Neid,

Schon fahl und gelb vor seiner Zeit.

„Es mag der Streit darüber ruh’n,
 Ob’s mit den Kreisen opportun.
Am besten steht doch nach wie vor
 Auf eig´nen Füßen jedes Corps.“